# 한스디트리히 겐셔 하우스

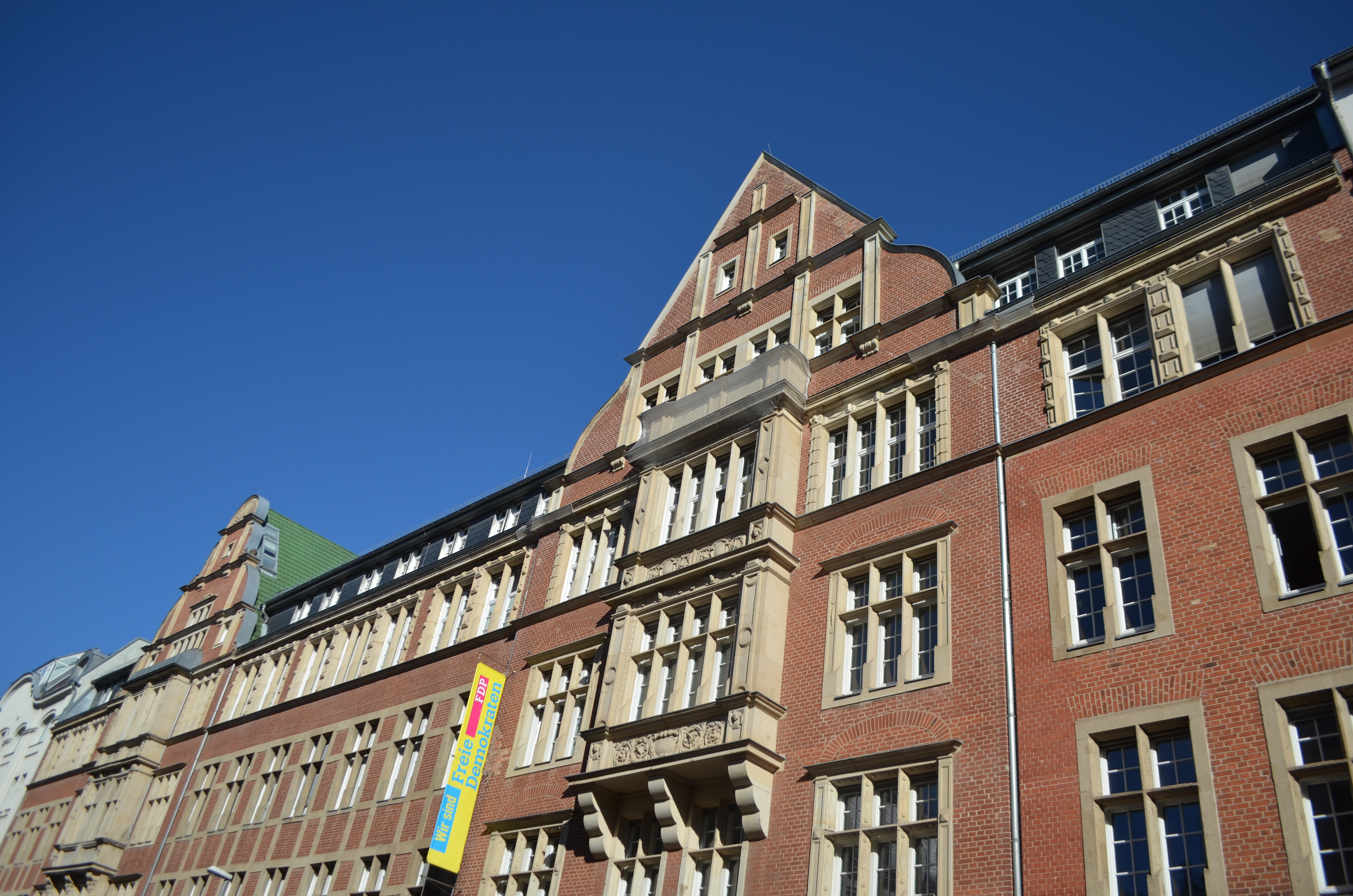
한스 디트리히 겐셔 하우스, 2016

한스디트리히 겐셔 하우스(Hans-Dietrich-Genscher-Haus, HDGH)는 1999년부터 사용 중인 독일 자유민주당의 중앙당사이다. Reinhardtstraße 14–16에 소재해 있으며 문화재로 지정되어 있다.

## 초기 역사
카를 하인리히 추 뢰벤슈타인베르트하임로젠베르크 대공(Fürst Karl Heinrich zu Löwenstein-Wertheim-Rosenberg, 1834년-1921년)은 1886년 10월에 Karlstraße 29(이후의 Reinhardtstraße 14) 소재의 건물을 매입했다. 1889년 11월 인접해 있었던 Karlstraße 28과 30의 건물을 매입했다. 대공은 매입 후 독일 가톨릭 중앙위원회 및 도미니코회에 이 건물 사용을 허가했다. 도미니코회에서는 1889년부터 성 마리아 빅토리아 병원(St. Maria-Victoria-Heilanstalt)을 운영했다. 당시 건물이 병원용으로는 비좁았기 때문에 철거 후 재건축이 결정되었다. Caspar Clemens Pickel의 설계에 따라서 1908년부터 1912년까지 재건축되었다. 1912년 3월 11일 재건축한 병원이 개원했고 이와 동시에 성 마리아 빅토리아 교회(St. Maria-Victoria-Kirche)가 문을 열었다. 1927년 병원 규모는 의사 약 60명, 병상 약 400개였다. 한편 재건축 10년 이후에 교회와 병원 건물에서 이미 금이 가고 있었다. 1935년에는 손상 규모가 상당하여 교회와 병원 둘 다 보수 공사 없이는 정상적인 사용이 불가능한 상황이었다. 보수 공사 이후 병원은 계속 영업이 가능했으나, 교회까지는 재건축할 재정이 없었기 때문에 1938년에 교회 부분만 철거되었다. 교단의 금전적인 문제와 나치 시기의 복구 조치로 1938년 9월 30일에 병원 운영이 중단되었다.
병원 운영 중단 후 이 건물에는 쿠어마르크 농민 협회(Landesbauernschaft Kurmark)가 입주했다. 제2차 세계 대전 종전 이후 동독 시기에는 사회주의통일당의 위성정당이었던 독일 민주농민당(DBD) 소속인 독일 농민출판사(Deutscher Bauernverlag)와 독일 농업출판사(Deutscher Landwirtschaftsverlag)의 건물로 1992년까지 사용했다.

## 자유민주당 당사
독일 자유민주당은 1994년에 이 건물을 매입했고, 1996년에 보수 공사를 시작해서 1999년 7월 9일 이 건물에 입주했다. 2017년까지는 본에 있었던 중앙당과 같이 연방 중앙당의 당사 이름을 전직 자유민주당 연방 의장이었던 토마스 델러(Thomas Dehler)의 이름을 따서 명명했다. 2017년 3월 17일 자유민주당에서는 2016년 사망한 명예 당대표인 한스디트리히 겐셔를 추모하기 위해 중앙당사의 이름을 그의 이름을 따서 명명했다.
한스디트리히 겐셔 하우스에는 중앙당 외에도 당 연관 기관 및 기업의 사무실이 입주해 있다. 이 중에는 당 청년 조직인 Junge Liberale의 연방 사무소도 있다.
2021년부터 본 지방법원에서 자유민주당을 상대로 Reinhardtstrassenhöfe GmbH & Co. KG에서 제기한 소송이 계류 중이다. 수 년 동안 자유민주당은 수백만 유로에 달하는 부동산 거래 위험을 민간 합자회사에 위탁했으며, 합자회사의 투자자 가문은 부동산 거래 손실로 인한 세금 혜택을 볼 수 있었다. 합자회사 측에서는 240만 유로에 해당하는 지분을 추가로 획득하기를 원하고 있으며, 이 경우 한스디트리히 겐셔 하우스 소유권의 51.5%를 차지하는 최대주주가 된다. 자유민주당은 이를 방지하려고 하고 있다.

## 참고 문헌
- Hans-Wolfgang Hoffmann: Wie Parteien hausen. In: Cicero. April 2004, S. 132 f.